# Catherine Scott
Pour les articles homonymes, voir Scott et Catherine Scott (écrivaine).
Catherine Scott-Pomales, née le 27 août 1973, est une ancienne athlète jamaïcaine spécialiste du 400 m haies. Elle a aussi participé, avec succès, à plusieurs relais 4 × 400 m, remportant notamment l'argent aux Jeux olympiques d'été de 2000 avec Sandie Richards, Lorraine Graham et Deon Hemmings. 

## Palmarès

### Jeux olympiques d'été
- Jeux olympiques d'été de 1996 à Atlanta ( États-Unis)
  - éliminée en série sur 400 m haies
- Jeux olympiques d'été de 2000 à Sydney ( Australie)
  - éliminée en demi-finale sur 400 m haies
  -  Médaille d'argent en relais 4 × 400 m

### Championnats du monde d'athlétisme
- Championnats du monde d'athlétisme de 2001 à Edmonton ( Canada)
  -  Médaille d'or en relais 4 × 400 m

### Championnats du monde d'athlétisme en salle
- Championnats du monde d'athlétisme en salle de 2001 à Lisbonne ( Portugal)
  -  Médaille d'argent en relais 4 × 400 m
- Championnats du monde d'athlétisme en salle de 2003 à Birmingham ( Royaume-Uni)
  -  Médaille d'argent en relais 4 × 400 m

### Championnats d'Amérique centrale et des Caraïbes
- Championnats d’Amérique centrale et des Caraïbes de 1991 à Xalapa ( Mexique)
  -  Médaille d'argent sur 400 m haies